# Tlapanaloya
Tlapanaloya ist ein Ort im mexikanischen Bundesstaat México mit etwa 6.500 Einwohnern, der zum Municipio Tequixquiac gehört.
Der Name Tlapanaloya kommt aus dem Nahuatl-Begriff Tetlapanaloyan, abgeleitet von tetl ‚Stein‘, tlapana ‚gebrochen‘ und -loyan ‚Ort, Stelle‘, also in etwa „Ort des gebrochenen Steins“.